# MZ ES 175/250/300
Die Motorräder MZ ES 175, ES 250 und ES 300 wurden von 1956 bis 1973 im VEB Motorradwerk Zschopau gefertigt. Die ES-Baureihe wurde 1962 mit den ES 125 und ES 150 ergänzt. Das Kürzel ES steht herstellerseitig für „Einzylinder, Schwinge“. Im DDR-Volksmund wurde daraus die Bezeichnung „Eisen-Schwein“.

## Modellgeschichte und Technik

### ES-Modelle, 175 cm³

#### Allgemeines
Die ES 250 Doppelport erschien im Juni 1956, und die ES 175 am 1. Dezember 1956. Die 175-cm³-Variante unterschied sich im Aufbau kaum von der ES 250. Die seitliche Verkleidung war kleiner, es waren keine Packtaschen montiert und der hintere Kotflügel hatte eine andere Form. Die 175er hatte von Anfang an nur einen Auspuff, einen anderen Kippständer und der Schalldämpfer war 4 cm höher montiert. Zur Hubraumanpassung waren Zylinder, Kolben und Zylinderkopf verändert worden. Bei der Entwicklung des Motorrades stand die Forderung nach einer hohen Rate an Gleichteilen (rationelle Fertigung hoher Stückzahlen und rationelle Ersatzteilversorgung) über dem Wunsch nach optimaler Anpassung an die Leistung des 175-cm³-Motors. So ist beispielsweise der Rahmen der ES 175 schwerer als erforderlich.

#### ES 175
1957 wurden Motor, Rahmen Luftfiltersystem, Kurbelwelle, Federbeine und diverse Zierteile geändert. Dadurch wurde eine weitere Vereinheitlichung der ES 175 und der ES 250 erreicht. 1959 wurde die Leistung durch Änderungen an der Zylinderlaufbuchse geringfügig von 10 PS (7,4 kW) auf 11 PS (8,1 kW) erhöht und noch voluminösere Stoßdämpfer verwendet. Zur Unterscheidung von den Nachfolgemodellen wird sie fälschlicherweise oft als ES 175/0 bezeichnet. Von 1957 bis 1962 wurden insgesamt 38.798 Stück hergestellt.

#### ES 175/1
Mit Beginn der ES-250/1-Serienfertigung 1962 erschien auch die ES 175/1. Die ab dann mit Blinkanlage ausgerüstete ES hatte den gleichen Rahmen wie die ES 250/1, erhielt das Rücklicht der ES 125/150 und eine Leistungssteigerung auf 12 PS. Der Motor wurde von der ES 250/1 übernommen und hatte auch die verbesserte Kupplung, die getriebeölgeschmierten Hauptlager der Kurbelwelle und die Seitenwagenübersetzung der ES 250/1. Im damaligen Testbericht der Kraftfahrzeugtechnik wurde die sehr elastische Motorcharakteristik positiv erwähnt – schon bei geringen Drehzahlen entwickelte der Motor ein hohes Drehmoment. Fahrverhalten und Federungskomfort des Schwingenfahrwerks wurden als äußerst positiv bewertet. Hervorgehoben wurde auch die sehr gute Auspuffgeräuschdämpfung. Bemängelt wurden die deutlich hörbaren, eher unangenehmen Nebengeräusche der Antriebsräder im Getriebe, was mit der Anordnung der Kupplung auf der Kurbelwelle (anstatt auf der Getriebewelle) zusammenhing. Als störanfällig erwies sich der Tacho. Kurzzeitig war die ES 175/1 im Jahr 1963 aus der Produktion genommen worden. Mit dem Wegfall der ES 300 zähltE sie jedoch wieder zum Sortiment. Von 1962 bis 1967 wurden insgesamt 46.086 Stück hergestellt.

#### ES 175/2

MZ ES 175/2 Trophy

Im Januar 1967 erschien die ES 175/2. Technisch war sie wie ihre Vorgängerinnen baugleich mit der 250-cm³-Variante der ES 250/2 und hatte auch deren elastische Motoraufhängung und kantige Gestalt. Der Motor war wie bei der ES 175 und ES 175/1 von der 250-cm³-Maschine abgeleitet und leistete zunächst 13,5 PS.
Die ES 175/2 war größtenteils für den Export bestimmt, da die Fahrleistung der ES 150 der der 175-cm³-Maschine sehr nahekam. Nur in Jugoslawien und Bulgarien war die 175-cm³-Klasse damals noch beliebt. Mit der Einführung der leistungsgesteigerten ES 150/1 brach aber die Nachfrage der 175-cm³-ES fast komplett weg. Der Preis-Leistungs-Unterschied zur 150-cm³-Variante war mittlerweile zu groß. Im zeitgenössischen Testbericht wurde das ungünstige Masse-Leistungs-Verhältnis der Maschine erwähnt, und der Kraftstoffverbrauch lag verglichen mit der 250/2 nicht günstiger. Zudem sorgte die für den kleineren Brennraum überdimensionierte Zylinderverrippung für ein zögerliches Warmlaufverhalten.
1970 wurden an der nun ES 175/2 Trophy genannten ES die Steuerzeiten des Zylinders neu angepasst, der Vergaser verändert und ein Zylinderkopf mit Kopfdichtung und erhöhter Verdichtung eingebaut. Der so überarbeitete Motor leistete 14,5 PS. Im Rahmen der Modellpflege wurde neben dem Aussehen auch die Zündung überarbeitet, deren Fliehkraftregler entfiel. Dieser war bisher als Schutz vor einem Rückschlagen des Motors beim Start notwendig gewesen, führte aber zu Klingelneigungen bei höheren Drehzahlen. Die neue Abstimmung der Zündung verhinderte ein Rückschlagen auch ohne Fliehkraftregler. Dieser letzte Versuch, den Absatz noch einmal anzukurbeln, gelang nicht. Daher lief die ES 175/2 auch Ende 1972 als letzte serienmäßige 175-cm³-Maschine vom Montageband, ein halbes Jahr vor dem Ende der ES 250/2. In der DDR wurde sie zuletzt wegen der gegenüber der ES 150/1 höheren Zuladung auch als Camping angeboten. Von 1967 bis 1973 wurden insgesamt 47.044 Stück hergestellt.

### ES-Modelle, 250 cm³

#### Allgemeines
Die ES 250 war eines der beiden ersten Modelle der ES-Reihe. Bei der Premiere im Jahre 1956 war das teilverkleidete Fahrzeug mit Vollschwinge ein modernes Motorrad, das die Jahre darauf auch regelmäßig weiterentwickelt wurde. Im Gegensatz zur Nachfrage in der BRD, deren Motorradhersteller damals in einer Absatzkrise steckten, war die in der DDR nicht zuletzt wegen der geringen Versorgung mit PKW ungebrochen groß – auch und gerade nach Maschinen für den Alltagseinsatz mit wirtschaftlichen Merkmalen. Für diese Zwecke war die MZ ES 250 geeignet. Beliebt war die ES 250 nicht zuletzt wegen des durchzugsstarken Zweitakt-Motors, der auch viele spätere MZ-Modelle auszeichnete. Allein von dem ersten Modell wurden bis 1962 über 150.000 Maschinen produziert. Im Export machte sich MZ mit den robusten und wirtschaftlichen Maschinen schnell einen guten Namen. Die ES 250 wurde über einen relativ langen Zeitraum produziert und wurde dabei sowohl technisch als auch gestalterisch modifiziert. Man unterscheidet die Typen 250, 250/1 und 250/2. Letztere sehen mit ihrer kantigen Tank-Scheinwerfer-Einheit deutlich anders aus. Der starre, nicht mitlenkende Scheinwerfer ist charakteristisch für alle ES-Modelle. Als ein Novum rief er bei seiner Premiere 1956 wegen angeblich schlechterer Fahrbahnausleuchtung einige Diskussionen hervor, genau wie der geringe Lenkereinschlag, der beim Fahren aber kaum Auswirkungen hatte. Als Vorteil dieser Konstruktion wurde dagegen ein besserer Schutz vor Kabelbrüchen angeführt.

#### ES 250

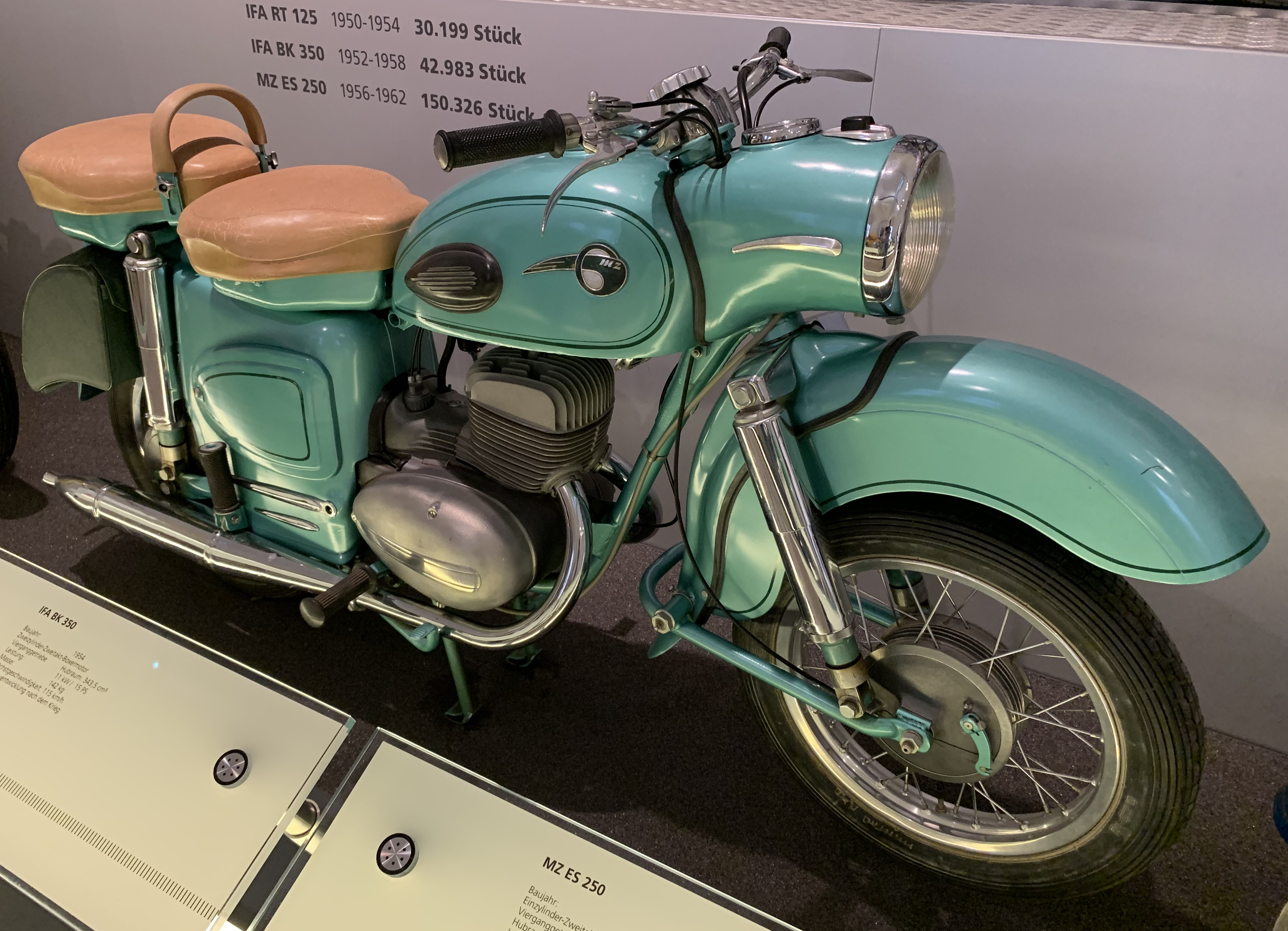
MZ ES 250 Doppelport – Zylinder mit zwei Auslässen und Auspuffanlagen

1956 wurde die ES 250 mit zwei Auspuffanlagen gefertigt, da man bei der Entwicklung Probleme mit einem Einzelauslass hatte. Man nennt diese frühen Modelle Doppelport. Serienmäßig waren Packtaschen, eine große Seitenverkleidung sowie ein tiefgezogener Vorderradkotflügel. Ab 1957 entfiel die zweite Auspuffanlage und die Steuerzeiten am Zylinder wurden geändert. Weitere Änderungen erstreckten sich auf Rahmen, Luftfiltersystem, Kurbelwelle, Federbeine und diverse Zierteile. Insgesamt fand eine weitgehende Vereinheitlichung mit der ES 175 statt. Ab 1959 wurden noch elastischere, voluminösere Stoßdämpfer verbaut. Zur Unterscheidung von den Nachfolgemodellen wird sie fälschlicherweise oft als ES 250/0 bezeichnet. Von 1956 bis 1962 wurden insgesamt 68.492 Stück hergestellt.

#### ES 250/1
1961 wurde die ES 250 als ES 250/1 weiter modellgepflegt. Der Motor besaß nun eine geänderte Kurbelwellen-Hauptlagerung, die vom Getriebeöl geschmiert wurde. Der vordere Kotflügel, der bei der ES 250 vorn etwas länger um das Rad herumgezogen war, wurde nun etwas spitzer; die Seitenverkleidung wurde verkleinert und die Packtaschen entfielen. Mit nun 16,5 PS war die ES 250/1 auch stärker motorisiert, was sich aufgrund des günstigen Drehmomentverlaufs in der Fahrpraxis sehr deutlich bemerkbar machte. Schon bei eher niedrigen Drehzahlen lag ein großes Drehmoment an. Wie bei späteren MZ-Motoren auch, gab sich die Maschine im Fahrbetrieb gemessen an der nominellen Leistung deshalb überraschend kraftvoll. Die im Testbericht der KFT ermittelte Höchstgeschwindigkeit variierte zwischen 105 km/h bei Verwendung von Knieblechen und aufrecht sitzendem Fahrer, und 118 km/h bei liegendem Fahrer ohne Kniebleche. Nicht optimal war jedoch der Kraftstoffverbrauch, er lag im Testdurchschnitt bei 4,6 l/100 km und konnte unter Volllast bis auf 6,7 l/100 km ansteigen. Das sehr gute Schwingenfahrwerk und die gute Auspuffgeräuschdämpfung wurden wie bereits im Testbericht der ES 175/1 gelobt, insgesamt wurde eingeschätzt, dass die ES 250/1 an der Spitze des internationalen Zweiradbaus in der Viertelliterklasse stünde. Das Gütezeichen Q wurde jedoch nicht erreicht, was nicht zuletzt auf Mängel beim Alfer-Verbundguss der Zylinder zurückging. Der Dauertest über 11 000 km fiel unerfreulich aus, es waren 18 funktionswichtige Defekte aufgetreten, darunter drei Motorschäden und abnormaler Verschleiß an Vergaser, Sekundärkette und Reifen. Auch der Kraftstoffverbrauch lag mit 5,7 l/100 km im Solo-Betrieb sehr hoch. Lediglich die früher festgestellten Elektrikprobleme hatten sich deutlich verringert, seit Flachsteckverbindungen eingeführt worden waren.
Mit dem Entfall der ES 300 stellte sich die Frage, ob die Fahrleistungen der ES 250/1 ausreichend für zeitgemäßen Gespannbetrieb seien. Die KFT ließ die Frage im Testbericht betont offen und empfahl den Import schwerer Viertaktmotorräder (der jedoch nicht eintrat). Dennoch wurden der ES 250/1 mit dem Super-Elastik-Seitenwagen sehr gute Fahreigenschaften attestiert, wobei sich neben dem Schwingenfahrwerk der günstige Drehmomentverlauf vorteilhaft auswirkte. Mit Seitenscheibe und aufrecht sitzendem Fahrer wurde eine Höchstgeschwindigkeit von 86 km/h erreicht. Direkt als Gespann war die ES nur im Export erhältlich, in der DDR hingegen musste der Seitenwagen separat beschafft und angebaut werden.
Intensive Bemühungen zielten auf die Entwicklung von Pleuel-Nadellagern (kurbelwellenseitig) ab, um die Motoren bei hohen Drehzahlen thermisch stabiler zu machen, was angesichts weiterer Leistungssteigerung notwendig wurde.  Die Nadellagerung wurde im Zweitaktmotorenbau der DDR erstmals 1961 an der ES 250/1 in Serie überführt, bald darauf dann im Trabant 600 und der MZ ES 150. Dabei konnte das Öl-Benzin-Mischungsverhältnis von 1 : 25 auf 1 : 33 geändert werden. Dennoch traten relativ häufig Motorschäden auf, da das Bronze-Gleitlager im oberen Pleuelauge (im Kolben) der gestiegenen Motorleistung und thermischen Belastung nicht gewachsen war. Die mangelhafte Qualität damals verfügbarer Öle verschärfte das Problem ebenso wie erhebliche Toleranzen der verwendeten Vergaser. Schon bei der ES 300 wurde das Problem festgestellt, 1966 wurde von der Fachpresse eindringlich eine Umstellung auf Nadellager gefordert. Diese erfolgte schließlich 1967 mit Einführung der /2-Reihe. Von 1962 bis 1967 wurden insgesamt 75.809 Stück hergestellt.

#### ES 250/2

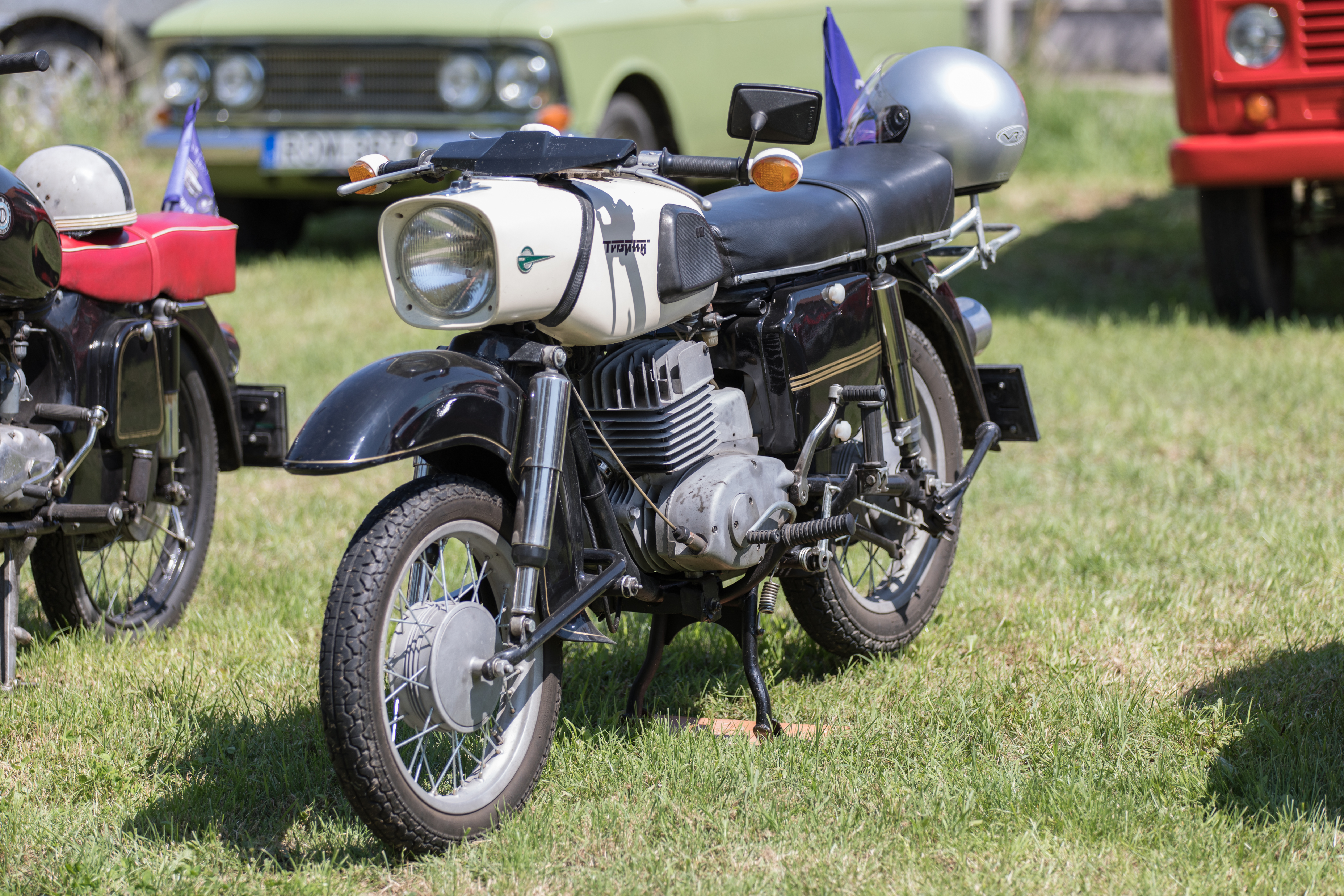
MZ ES 250/2

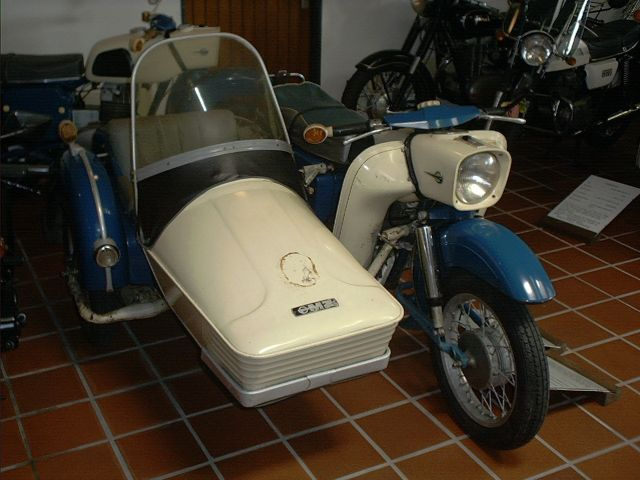
MZ ES 250/2 mit Stoye-Seitenwagen Super-Elastic und Knieblech

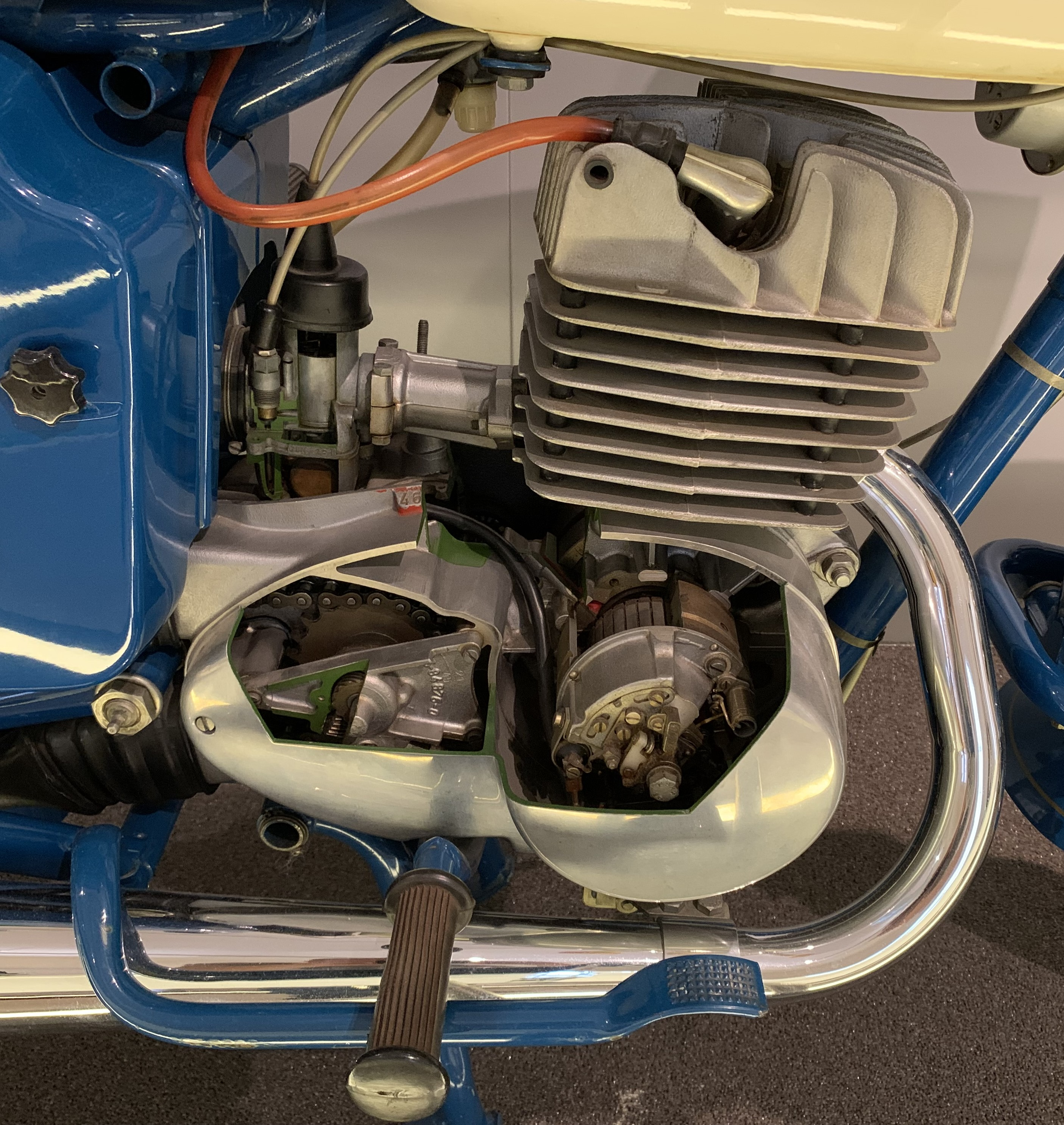
Schnittmodell des Motors

Ab 1967 folgte ihr die ES 250/2. Die Formgestaltung mit zu einer Einheit zusammengefasstem Tank und Scheinwerfer wurde nun auch auf die großen ES-Typen übertragen. Auch die ES 250/2 war nach wie vor auf Wunsch mit Einzelsitzen anstatt einer Sitzbank lieferbar.
Die ES 250/2 besaß einen grundlegend geänderten Rahmen mit elastisch aufgehängtem Motor. Sie war weltweit das erste Motorrad mit elastischer Motoraufhängung in Verbindung mit einer Langhubschwinge hinten und einem kettengetriebenen Hinterrad. Diese aus der ES 300 geforderte Entwicklung bereitete den Entwicklern große Probleme, da der Motor als tragendes Element dabei entfiel. Der nun verwendete Einrohrrahmen war zwar verwindungssteifer als zuvor, allerdings ließ sich eine ausreichend feste Schweißverbindung mit dem Steuerkopf nicht umsetzen, daher wurde an dieser Stelle gemufft und hart gelötet. Die problematischen Kettenzugkräfte beim Beschleunigen der Maschine wurden durch mehrere Kunststoffformteile an der hinteren Aufhängung aufgenommen. Vorn war der Motor auf zwei Gummiblöcken gelagert, die über eine Traverse mit dem Rahmen verbunden waren.
Eine andere Forderung aus den bisherigen Erfahrungen mit der ES 250/1 war Nadellagerung auch des oberen Pleuellagers, das nun (erstmals im Motorenbau der DDR) an der großen ES in Serie ging. Die offizielle Freigabe für Gemisch 1 : 50 erfolgte jedoch erst rückwirkend im Jahre 1973. Charakteristisch für den überarbeiteten Motor ist die eckige Form und der Breitrippzylinder und -zylinderkopf. Kupplung und Getriebe wurden im Detail verbessert. Neu war der Vergaser 28 N 1-1 von BVF. Viel Aufmerksamkeit wurde auch der Ansauganlage gewidmet, wobei die Luft direkt durch das Rahmenrohr in den Ansauggeräuschdämpfer geleitet wurde, sodass die Funktion eines Helmholtz-Resonators und entsprechend geringe Ansauggeräusche erreicht wurden. Mehrere Änderungen an der Vorderradschwinge verbesserten die Fahreigenschaften. Der Tankinhalt betrug nun 16 Liter. Insgesamt wurde durch die Änderungen ein verbesserter Fahrkomfort und eine vergrößerte Grenznutzungsdauer auf mindestens 50 000 km erreicht.
Ausgesprochen positiv fiel die Beurteilung der ES 250/2 in der KFT aus. Sie wurde als modernes Motorrad gelobt, das sich von den damals populären japanischen Supersport-Motorrädern durch moderate Leistung aber dafür bulliges Drehmoment und sehr guten Federungskomfort abhebe. Fahreigenschaften und Sitzposition seien hervorragend. Selbst das für Vollschwingen-Zweiräder typische Lenkerpendeln trat nicht auf, und der bisher fast immer kritisierte Tachometer arbeitete einwandfrei. Sogar der Kraftstoffverbrauch lag nun trotz sportlicher Fahrweise mit 4,7 l/100 km im günstigen Bereich. Die elastische Motoraufhängung und Nadellagerung des oberen Pleuellagers wurden sehr begrüßt. Verhalten fiel das Urteil lediglich über die Formgestaltung aus, die ausgesprochen stark an Zweckmäßigkeit und rationeller Fertigung orientiert sei. Geduckt sitzend wurde eine Höchstgeschwindigkeit von 119 km/h gestoppt. Im Test mit dem Super-Elastic wurde das Gespann als „modernstes Motorrad-Gespann“ bezeichnet, der ES 300 entsprechende Fahrleistungen erreicht, sowie das gestalterisch wie technisch sehr gute Zusammenpassen, Vollgasfestigkeit und das hervorragende Fahrwerk gelobt. Auch im Dauertest über 11 000 km überzeugte die ES 250/2, es traten wesentlich weniger Mängel als an der ES 250/1 auf, Motor; Kupplung, Getriebe und Fahrwerk blieben völlig störungsfrei.
1968 wurde die Kurbelwelle verbessert und eine de Luxe-Ausführung ins Programm aufgenommen, die sich jedoch nur optisch unterschied und 250 Mark Aufpreis kostete. Mit Erscheinen der ETS 250 im Jahr 1969 wurde auch die ES 250/2 modellgepflegt. Der Motor erhielt einen anderen Zylinder mit geänderten Steuerzeiten und geänderter Einlassform (von oval zu trapezförmig), einen Zylinderkopf mit Kopfdichtung und erhöhter Verdichtung sowie einen anderen Vergaser. Dieser Motor leistete dann 19 PS. Mit der Änderung am Motor erhielt die ES 250/2 den Beinamen Trophy als Resultat aus den gewonnenen Internationalen Sechstagefahrten. Im Test der KFT  über 8000 km gab es überraschenderweise mehrere Schäden am Motor, und die Fahrleistungen lagen kaum höher als mit dem 17,5-PS-Motor. Ab 1971 wurde die ES 250/2 wie alle anderen MZ-Typen auch mit offenliegenden Schraubenfedern an allen Federbeinen optisch aufgewertet. Bis 1973 lief die wahlweise auch als de Luxe gefertigte ES 250/2 vom Band. Damit endete die Produktion der großen ES. Von 1967 bis 1973 wurden insgesamt 128.989 Stück hergestellt. Darüber hinaus gab es Sonderausführungen für die Armee (ES 250/2A, 20 Stück) und Miliz (ES 250/2M, 1.850 Stück).

### ES 300
Mit dem Wegfall der BK 350, der Simson Sport 425 und der EMW R 35 aus dem IFA-Fertigungsprogramm stand zunächst kein geeignetes Motorrad für den Gespannbetrieb aus der DDR zur Verfügung. Da die ES 250 mit ihrem geringen Drehmoment nur schlecht gespanntauglich war, entwickelte man in Zschopau aus dem MM 250/1 der ES 250/1 den 300 cm³ starken ES-300-Motor. Damit konnte man auch mit Seitenwagen 100 km/h erreichen. Der Quadrathuber (72 mm Bohrung, 72 mm Hub) besitzt eine gegenüber der ES 250/1 geänderte Kurbelwelle, Kolben, Zylinder, Zylinderkopf und einen anderen Vergaser. Das größte ES-Modell wurde auch solo im Export verkauft, hatte aber immer Probleme mit Vibrationen, thermischen Eigenheiten und Fahrgestellrissen. Daher wurde die Produktion schon 1964 eingestellt, um 1966 für den Export noch einmal anzulaufen. Äußerlich unterscheidet sich die ES 300 von der ES 250/1 durch Seitenverkleidungen und Packtaschen der ES 250 und einen höheren Zylinder (mit 14 Kühlrippen). Als Konsequenz aus den Vibrationen und thermischen Problemen entwickelte man die elastische Motoraufhängung und den breitgerippten Zylinder bei der ES 250/2. Eine ES 300/2 wurde allerdings nicht wieder aufgegriffen. Bis zur ETZ 301 war somit die ES 300 das letzte Serien-MZ-Modell über 250 cm³. Von 1962 bis 1965 wurden insgesamt 7.725 Stück hergestellt.
Kurz nach Serienanlauf der ES 300 im Sommer 1962 wurde die Produktion des Seitenwagens Super-Elastic aufgenommen. In einem zeitgenössischen Testbericht der KFT wurde der ES 300 kein gutes Urteil ausgestellt. Neben zu starken Vibrationen wurden zahlreiche Fertigungsmängel kritisiert, die unter anderem zum Motorschaden an der Testmaschine führten. Mit Verweis auf bessere Literleistung der 250er Maschinen wurde nicht zuletzt auch grundsätzliche Kritik am Hubraum geäußert, gleichwohl Zweizylinder-Zweitaktmotoren mit 350 cm³ als keine zielführende Alternative angesehen wurden. Als Gespann mit dem Super-Elastic wurden dem Fahrzeug dagegen sehr gute Gebrauchs- und Fahreigenschaften attestiert. Insbesondere die Kombination aus guter Federung und gleichzeitig guter Straßenlage wurde herausgestellt. Die ermittelten Höchstgeschwindigkeiten im Gespannbetrieb waren 89 km/h und 100 km/h bei liegendem Fahrer und ohne Seitenwagenscheibe. Kritisch erwähnt wurde dabei jedoch der hohe Kraftstoffverbrauch von durchschnittlich 6,9 l/100 km.

## Technische Daten im Vergleich
|                       | ES 175                                                            | ES 175/1                                                          | ES 175/2 (a)                                                           | ES 250 (b)                                                             | ES 250/1                                                          | ES 250/2 (c)                                                            | ES 300                                                            |
| --------------------- | ----------------------------------------------------------------- | ----------------------------------------------------------------- | ---------------------------------------------------------------------- | ---------------------------------------------------------------------- | ----------------------------------------------------------------- | ----------------------------------------------------------------------- | ----------------------------------------------------------------- |
| Bild                  | ES 175                                                            |                                                                   | ES 175/2 Trophy                                                        | ES 250                                                                 |                                                                   | ES 250/2                                                                | ES 300                                                            |
| Baujahre              | 1957–1961                                                         | 1961–1967                                                         | 1967–1972                                                              | 1956–1961                                                              | 1961–1967                                                         | 1967–1973                                                               | 1962–1964, 1966                                                   |
| Motor                 | fahrtwindgekühlter Einzylinder-Zweitaktmotor, Kickstarter         | fahrtwindgekühlter Einzylinder-Zweitaktmotor, Kickstarter         | fahrtwindgekühlter Einzylinder-Zweitaktmotor, Kickstarter              | fahrtwindgekühlter Einzylinder-Zweitaktmotor, Kickstarter              | fahrtwindgekühlter Einzylinder-Zweitaktmotor, Kickstarter         | fahrtwindgekühlter Einzylinder-Zweitaktmotor, Kickstarter               | fahrtwindgekühlter Einzylinder-Zweitaktmotor, Kickstarter         |
| Steuerung             | Schlitzsteuerung                                                  | Schlitzsteuerung                                                  | Schlitzsteuerung                                                       | Schlitzsteuerung                                                       | Schlitzsteuerung                                                  | Schlitzsteuerung                                                        | Schlitzsteuerung                                                  |
| Bohrung × Hub         | 58 mm × 65 mm                                                     | 58 mm × 65 mm                                                     | 58 mm × 65 mm                                                          | 70 mm × 65 mm                                                          | 70 mm × 65 mm                                                     | 69 mm × 65 mm                                                           | 72 mm × 72 mm                                                     |
| Hubraum               | 172 cm³                                                           | 172 cm³                                                           | 172 cm³                                                                | 250 cm³                                                                | 250 cm³                                                           | 246 cm³                                                                 | 293 cm³                                                           |
| Verdichtung           | 8 : 1                                                             | 9 : 1                                                             | 9 : 1                                                                  | 7,7 : 1                                                                | 8,5 : 1                                                           | 9 : 1                                                                   | 8,8 : 1                                                           |
| Nennleistung          | 10 PS (7,4 kW) bei 5000/min; ab 1959: 11 PS (8,1 kW) bei 5000/min | 12 PS (8,8 kW) bei 5200/min                                       | 13,5 PS (9,9 kW) bei 5200/min; ab 1970: 14,5 PS (10,7 kW) bei 5200/min | 12,5 PS (9,2 kW) bei 5000/min; ab 1957: 14,5 PS (10,7 kW) bei 5000/min | 16 PS (11,8 kW) bei 5200/min                                      | 17,5 PS (12,9 kW) bei 5300/min; ab 1969: 19 PS (14 kW) bei 5300/min     | 18,5 PS (13,6 kW) bei 5200/min                                    |
| max. Drehmoment       | 1,1 kpm (10,8 Nm) bei 4000/min                                    | 1,7 kpm (16,7 Nm) bei 4000/min                                    | 1,85 kpm (18,1 Nm) bei 4000/min                                        | 2,13 kpm (20,9 Nm) bei 4000/min                                        | 2,3 kpm (22,6 Nm) bei 4000/min                                    | 2,5 kpm (24,5 Nm) bei 4700/min; ab 1969: 2,6 kpm (25,5 Nm) bei 4700/min | 2,3 kpm (22,6 Nm) bei 4000/min                                    |
| Gemischaufbereitung   | BVF-Rundschiebervergaser, ø 25,5 mm                               | BVF-Rundschiebervergaser, ø 25,5 mm                               | BVF-Rundschieber- vergaser, ø 26 mm                                    | BVF-Rundschieber- vergaser, ø 27 mm                                    | BVF-Rundschieber- vergaser, ø 28,5 mm                             | BVF-Rundschieber- vergaser, ø 28,5 mm                                   | BVF-Rundschieber- vergaser, ø 30 mm                               |
| Schmierung            | Zweitaktgemisch 1 : 25                                            | Zweitaktgemisch 1 : 33                                            | Zweitaktgemisch 1 : 33                                                 | Zweitaktgemisch 1 : 25                                                 | Zweitaktgemisch 1 : 33                                            | Zweitaktgemisch 1 : 33                                                  | Zweitaktgemisch 1 : 33                                            |
| Zündung               | Batteriezündung, kontaktgesteuert                                 | Batteriezündung, kontaktgesteuert                                 | Batteriezündung, kontaktgesteuert                                      | Batteriezündung, kontaktgesteuert                                      | Batteriezündung, kontaktgesteuert                                 | Batteriezündung, kontaktgesteuert                                       | Batteriezündung, kontaktgesteuert                                 |
| Lichtmaschine         | 6 V – 60–90 W                                                     | 6 V – 60–90 W                                                     | 6 V – 60–90 W                                                          | 6 V – 60–90 W                                                          | 6 V – 60–90 W                                                     | 6 V – 60–90 W                                                           | 6 V – 60–90 W                                                     |
| Batterie              | 6 V – 12 Ah                                                       | 6 V – 12 Ah                                                       | 6 V – 12 Ah                                                            | 6 V – 12 Ah                                                            | 6 V – 12 Ah                                                       | 6 V – 12 Ah                                                             | 6 V – 12 Ah                                                       |
| Bordspannung          | 6 V                                                               | 6 V                                                               | 6 V                                                                    | 6 V                                                                    | 6 V                                                               | 6 V                                                                     | 6 V                                                               |
| Kupplung              | Mehrscheibenkupplung im Ölbad, mechanisch betätigt                | Mehrscheibenkupplung im Ölbad, mechanisch betätigt                | Mehrscheibenkupplung im Ölbad, mechanisch betätigt                     | Mehrscheibenkupplung im Ölbad, mechanisch betätigt                     | Mehrscheibenkupplung im Ölbad, mechanisch betätigt                | Mehrscheibenkupplung im Ölbad, mechanisch betätigt                      | Mehrscheibenkupplung im Ölbad, mechanisch betätigt                |
| Getriebe              | 4-Gang-Stirnrad-Wechselgetriebe, klauengeschaltet                 | 4-Gang-Stirnrad-Wechselgetriebe, klauengeschaltet                 | 4-Gang-Stirnrad-Wechselgetriebe, klauengeschaltet                      | 4-Gang-Stirnrad-Wechselgetriebe, klauengeschaltet                      | 4-Gang-Stirnrad-Wechselgetriebe, klauengeschaltet                 | 4-Gang-Stirnrad-Wechselgetriebe, klauengeschaltet                       | 4-Gang-Stirnrad-Wechselgetriebe, klauengeschaltet                 |
| Sekundärübersetzung   | 18/48                                                             | 17/45                                                             | 17/45                                                                  | 20/45                                                                  | 20/45                                                             | 21/45                                                                   | 21/45                                                             |
| Endantrieb            | Rollenkette (vollgekapselt)                                       | Rollenkette (vollgekapselt)                                       | Rollenkette (vollgekapselt)                                            | Rollenkette (vollgekapselt)                                            | Rollenkette (vollgekapselt)                                       | Rollenkette (vollgekapselt)                                             | Rollenkette (vollgekapselt)                                       |
| Rahmen                | Einrohrrahmen                                                     | Einrohrrahmen                                                     | Einrohrrahmen                                                          | Einrohrrahmen                                                          | Einrohrrahmen                                                     | Einrohrrahmen                                                           | Einrohrrahmen                                                     |
| Maße (L × B × H)      | 2000 × 790 × 1185 mm                                              | 2035 × 880 × 1185 mm                                              | 2090 × 860 × 1060 mm                                                   | 2000 × 880 × 1185 mm                                                   | 2035 × 880 × 1185 mm                                              | 2090 × 860 × 1060 mm                                                    | 2035 × 880 × 1185 mm                                              |
| Radstand              | 1325 mm                                                           | 1325 mm                                                           | 1325 mm                                                                | 1325 mm                                                                | 1325 mm                                                           | 1325 mm                                                                 | 1325 mm                                                           |
| Radaufhängung vorn    | geschobene Langarmschwinge, hydraulisch gedämpft, Federweg 142 mm | geschobene Langarmschwinge, hydraulisch gedämpft, Federweg 142 mm | geschobene Langarmschwinge, hydraulisch gedämpft, Federweg 142 mm      | geschobene Langarmschwinge, hydraulisch gedämpft, Federweg 142 mm      | geschobene Langarmschwinge, hydraulisch gedämpft, Federweg 142 mm | geschobene Langarmschwinge, hydraulisch gedämpft, Federweg 142 mm       | geschobene Langarmschwinge, hydraulisch gedämpft, Federweg 142 mm |
| Radaufhängung hinten  | Langarmschwinge, hydraulisch gedämpft, Federweg 115 mm            | Langarmschwinge, hydraulisch gedämpft, Federweg 115 mm            | Langarmschwinge, hydraulisch gedämpft, Federweg 115 mm                 | Langarmschwinge, hydraulisch gedämpft, Federweg 115 mm                 | Langarmschwinge, hydraulisch gedämpft, Federweg 115 mm            | Langarmschwinge, hydraulisch gedämpft, Federweg 115 mm                  | Langarmschwinge, hydraulisch gedämpft, Federweg 115 mm            |
| Felgengröße vorn      | Drahtspeichenrad mit Alufelge, 1,85 x 16″                         | Drahtspeichenrad mit Alufelge, 1,85 x 16″                         | Drahtspeichenrad mit Alufelge, 1,85 x 16″                              | Drahtspeichenrad mit Alufelge, 1,85 x 16″                              | Drahtspeichenrad mit Alufelge, 1,85 x 16″                         | Drahtspeichenrad mit Alufelge, 1,85 x 16″                               | Drahtspeichenrad mit Alufelge, 1,85 x 16″                         |
| Felgengröße hinten    | Drahtspeichenrad mit Alufelge, 2,15 x 16″                         | Drahtspeichenrad mit Alufelge, 2,15 x 16″                         | Drahtspeichenrad mit Alufelge, 2,15 x 16″                              | Drahtspeichenrad mit Alufelge, 2,15 x 16″                              | Drahtspeichenrad mit Alufelge, 2,15 x 16″                         | Drahtspeichenrad mit Alufelge, 2,15 x 16″                               | Drahtspeichenrad mit Alufelge, 2,15 x 16″                         |
| Bereifung vorn        | 3.25-16 M/C 55P TT                                                | 3.25-16 M/C 55P TT                                                | 3.25-16 M/C 55P TT                                                     | 3.25-16 M/C 55P TT                                                     | 3.25-16 M/C 55P TT                                                | 3.25-16 M/C 55P TT                                                      | 3.25-16 M/C 55P TT                                                |
| Bereifung hinten      | 3.50-16 M/C 58P TT                                                | 3.50-16 M/C 58P TT                                                | 3.50-16 M/C 58P TT                                                     | 3.50-16 M/C 58P TT                                                     | 3.50-16 M/C 58P TT                                                | 3.50-16 M/C 58P TT                                                      | 3.50-16 M/C 58P TT                                                |
| Bremse vorn           | Trommelbremse, ø 160 mm, seilzugbetätigt                          | Trommelbremse, ø 160 mm, seilzugbetätigt                          | Trommelbremse, ø 160 mm, seilzugbetätigt                               | Trommelbremse, ø 160 mm, seilzugbetätigt                               | Trommelbremse, ø 160 mm, seilzugbetätigt                          | Trommelbremse, ø 160 mm, seilzugbetätigt                                | Trommelbremse, ø 160 mm, seilzugbetätigt                          |
| Bremse hinten         | Trommelbremse, ø 160 mm, seilzugbetätigt                          | Trommelbremse, ø 160 mm, seilzugbetätigt                          | Trommelbremse, ø 160 mm, seilzugbetätigt                               | Trommelbremse, ø 160 mm, seilzugbetätigt                               | Trommelbremse, ø 160 mm, seilzugbetätigt                          | Trommelbremse, ø 160 mm, seilzugbetätigt                                | Trommelbremse, ø 160 mm, seilzugbetätigt                          |
| Leergewicht           | 149 kg                                                            | 149 kg                                                            | 155 kg                                                                 | 162 kg                                                                 | 153 kg                                                            | 156 kg                                                                  | 158 kg                                                            |
| zul. Gesamtgewicht    | 320 kg                                                            | 320 kg                                                            | 320 kg                                                                 | 320 kg                                                                 | 320 kg                                                            | 320 kg                                                                  | 320 kg                                                            |
| Tankinhalt            | 15 l (Reserve: 1,5 l)                                             | 15 l (Reserve: 1,5 l)                                             | 16 l (Reserve: 1,5 l)                                                  | 15 l (Reserve: 1,5 l)                                                  | 15 l (Reserve: 1,5 l)                                             | 16 l (Reserve: 1,5 l)                                                   | 15 l (Reserve: 1,5 l)                                             |
| Höchstgeschwindigkeit | 95 km/h                                                           | 100 km/h                                                          | 110 km/h                                                               | 110 km/h                                                               | 115 km/h                                                          | 120 km/h                                                                | 120 km/h                                                          |

## Trivia

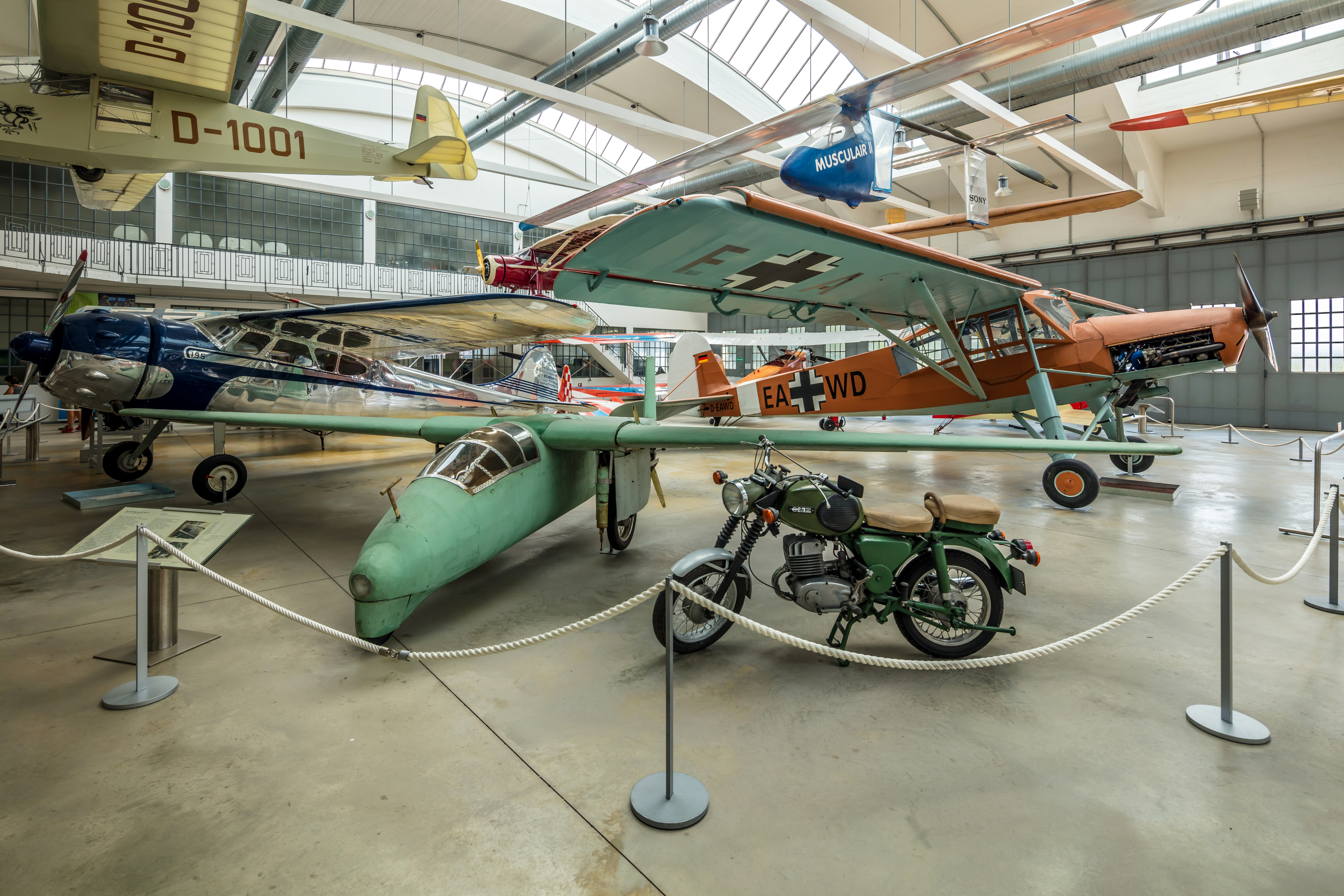
Die DOWA81 ausgestellt in der Flugwerft Schleissheim des Deutschen Museums in München (2018)

Der seinerzeit in der DDR lebende, promovierte Flugzeugingenieur Gerhard Wagner konstruierte und baute ab 1979 zusammen mit seinen Söhnen aus Teilen von zwei MZ ES 250/2 ein zweimotoriges Kleinflugzeug für die Flucht in die Bundesrepublik. Die Motoren (samt Vergasern und Abgaskrümmern) beider Maschinen wurden relativ aufwendig so umgebaut, dass sie jeweils einen direkt an der Kurbelwelle angeflanschten Propeller antreiben. Zudem verwendete er die Vorderräder samt Bremsen und Federung für das in Gondeln außerhalb des Rumpfes untergebrachte Fahrwerk.
Der Fluchtplan wurde jedoch vor dem geplanten Start 1981 verraten und Beamte der Staatssicherheit der DDR nahmen die gesamte Familie in Haft. Die „Staatliche Luftfahrtinspektion der DDR“ stellte die Flugtauglichkeit des Fünf-Personen-Flugzeuges fest, das Gerichtsurteil lautete zwölf Jahre Gefängnis. Die Familie wurde glücklicherweise nach einem Jahr von der Bundesrepublik freigekauft und Gerhard Wagner sorgte nach der politischen Wende dafür, dass die bis dahin in der Stasi-Sammlung ehemaliger Fluchtfahrzeuge lagernde DOWA81 (Akronym für Doktor Wagner und das Jahr 1981) im Deutschen Museum ausgestellt wird.